# Colo-Colo
Colo-Colo (Club Social y Deportivo Colo-Colo) je čilenski nogometni klub iz mesta Santiago de Chile. Ustanovljen je bil 1925.